# خيسوس أغيلار باز
خيسوس أغيلار باز (بالإسبانية: Jesús Aguilar Paz)‏ هو كيميائي وصيدلي هندوراسي، ولد في 15 أكتوبر 1895 في Gualala, Honduras ‏ في هندوراس، وتوفي في 26 يونيو 1974 في تيغوسيغالبا في هندوراس.